# Beautiful Tragedy
| Оценки критиков | Оценки критиков |
| Источник        | Оценка          |
| --------------- | --------------- |
| About.com       | [ 7 ]           |
| AllMusic        | [ 8 ]           |

Beautiful Tragedy — дебютный студийный альбом американской металкор-группы In This Moment, выпущенный 20 марта 2007 года лейблом Century Media Records.

## Стиль, отзывы критиков
Эдуардо Ривадавия с сайта AllMusic отметил, что лучшей песней на диске можно считать заглавный трек, в котором возможности группы создавать мелодичный металкор проявляются наиболее полно. Критик положительно оценил вокальные данные Марии Бринк, сочетающей чистый высокий вокал со «свирепым визгом», но в то же время отметил, что в звучании группы на этом альбоме прослеживаются следы влияния Killswitch Engage.

## Список композиций
1. «Whispers of October» — 1:06
2. «Prayers» — 3:46
3. «Beautiful Tragedy» — 4:01
4. «Ashes» — 3:51
5. «Daddy’s Falling Angel» — 4:12
6. «Legacy of Odio» — 4:07
7. «This Moment» — 3:58
8. «Next Life» — 3:58
9. «He Said Eternity» — 3:51
10. «Circles» — 4:11
11. «When the Storm Subsides» — 4:43